# Sphaerodactylus cryphius
Espèce
Sphaerodactylus cryphius est une espèce de geckos de la famille des Sphaerodactylidae.

## Répartition
Cette espèce est endémique de République dominicaine.

## Publication originale
- Thomas & Schwartz, 1977 : Three new species of Sphaerodactylus (Sauria: Gekkonidae) from Hispaniola. Annals of Carnegie Museum, vol. 46, p. 33-43.